# 浜松高等工業学校
| 浜松高等工業学校 （浜松高工） | 浜松高等工業学校 （浜松高工） |
| ----------------------------- | ----------------------------- |
| 創立                          | 1922年                        |
| 所在地                        | 浜松市                        |
| 初代校長                      | 関口壮吉                      |
| 廃止                          | 1951年                        |
| 後身校                        | 静岡大学                      |
| 同窓会                        | 浜松工業会                    |

浜松高等工業学校 （はままつこうとうこうぎょうがっこう） は、1922年 （大正11年） に設立された旧制専門学校 （実業専門学校）。略称は 「浜松高工」 または 「浜工」。同じ「浜工」と略されることの多い、「静岡県立浜松工業高等学校」は新制の工業高等学校で無関係。

## 概要
- 第一次世界大戦後の高等教育機関増設政策により、第13の官立高等工業学校として設立された。
- 創立時は本科 （修業年限3年） に機械学科・電気学科・応用化学科の 3科を設置した （後に通信工学科・精密機械学科・航空工学科・燃料化学科を増設）。
- 関口初代校長の唱えた 「仁愛を基礎とした自由啓発主義」 を教育方針とした （横浜高工に類似）。
- 電気学科 高柳健次郎助教授 （当時） のテレビジョン研究で知られた。
- 第二次世界大戦中に浜松工業専門学校 （略称： 浜松工専） と改称された。
- 学制改革で新制静岡大学工学部の母体となった。
- 同窓会は 「浜松工業会」 と称し、旧制・新制 （工学部・情報学部出身者） 合同の会である。

## 沿革

### 浜松高等工業学校時代
- 1919年3月29日： 第41帝国議会で静岡県への高等工業学校設置決定。
  - 静岡県、地元負担金55万円を寄附 （現金47.5万円・土地15000坪。民間からの寄附を含む）。
  - 工業集積地の浜松市への設置となったが、静岡市など県東部から 「西部偏重」 との反発もあった （静岡市は後に高等学校を獲得）。
- 1920年9月： 浜松沢 （現・浜松市中央区広沢） にて校舎着工。
- 1922年10月20日： 勅令第441号文部省直轄諸学校官制改正により浜松高等工業学校設置。
- 1923年3月6日： 浜松高等工業学校規程公布 （文部省令第15号）。
  - 本科 （修業年限3年） に機械学科・電気学科・応用化学科の 3科を設置。
- 1923年4月5日： 第十一臨時教員養成所を設置。
  - 数学科・物理化学科。修業年限2年、入学資格： 師範学校卒・中学校卒。
  - 1931年6月、不況で中等教員希望者余剰により廃止。
- 1923年4月13日： 浜松高等工業学校 第1回入学式。
  - 制服図案は生徒・職員からの募集で決定。
  - 関口初代校長は校内緑化に努め、バラの生け垣は後に 「関口バラ」 と学校関係者から呼ばれた。
- 1924年3月： 『校友会誌』 創刊 （第2号から 『佐鳴』 と改題）。
- 1925年2月： 第5号館 （機械学科） 焼失。
- 1926年3月： 創立開校式を挙行。校歌制定 『名高き史上の古跡のこなた』 （土井晩翠 作詞、弘田龍太郎 作曲）。
  - 同月、第1回卒業。
- 1926年12月25日： 電気学科 高柳健次郎助教授、最初のテレビジョン実験に成功。
  - 雲母上の 「イ」 の字の画像を電送。1928年4月には人物映像伝送に成功。
- 1927年3月： 同窓会発足 （現・浜松工業会）。
- 1930年5月： 天皇行幸、テレビジョン実験天覧。
- 1933年2月： 電視実験室竣工。
- 1935年6月： 寄宿舎 「自啓寮」 開寮 （1940年、「至誠寮」 と改称）。
- 1937年夏： 電気学科 高柳健次郎教授らをNHKに割譲。
  - 1940年東京オリンピック準備のため。オリンピックは中止。
- 1937年8月26日： 工業技術員養成科 （電気科） 設置 （文部省令第30号）。
  - 修業年限6ヶ月の臨時別科。
- 1938年4月： 無線工学専修科を設置。私立浜松高工青年学校を設置。
- 1939年4月1日： 本科に通信工学科を増設。
  - 同日、工業技術員養成科を廃止し、機械技術員養成科 （修業年限2年） を設置。
- 1939年5月25日： 本科に精密機械学科を増設。
- 1940年3月27日： 浜松臨時教員養成所を設置。
  - 物理化学科 （1941年、数学科を増設）。修業年限3年。
- 1940年11月： 新校歌制定。『科学の精神技能を磨き』 （土井晩翠 作詞、東京音楽学校 作曲）
- 1941年3月27日： 本科に航空工学科を増設。
- 1943年3月31日： 本科に燃料化学科を増設。

### 浜松工業専門学校時代
- 1944年4月1日： 浜松工業専門学校と改称。
  - 本科学科： 機械科（第一）・機械科（第二）・航空機科・電気科・電気通信科・化学工業科・燃料科。
  - 本科第二部 （4年制夜間部） 機械科・電気通信科を新設。
- 1944年4月15日： 工業技術員養成科 （電気通信科） を設置。
  - 修業年限2年。1946年3月廃止。
- 1945年1月： 文部省科学研究補助技術員養成所を設置。
  - 修業年限6ヶ月。化学分析科・電気計測科 （7月、数値計算科）。
- 1945年5月15日： 本科第二部に航空機科を増設。
- 1945年5月19日： 空襲で被害。
- 1945年6月： 附属電子工学研究施設を設置 （旧電視研究室）。
- 1945年6月18日： 空襲で壊滅。
- 1945年9月： 千葉防空学校浜松分教場跡 （現・静岡大学浜松キャンパス） に移転、授業再開。
- 1945年12月20日： 航空機科を廃止、機械科（第一） に編入。
- 1946年3月： 本科第二部、募集中止。
- 1946年5月： 本科機械科（第二）、精密機械科と復称。
- 1946年10月16日： 復興記念祭を挙行。
- 1947年2月： 旧広沢校地に理工学研究所を設置 （旧電視研究室）。
- 1947年6月： 大学昇格期成生徒大会結成。
- 1947年7月： 大学昇格準備委員会発足。
- 1947年8月16日： 浜松工業大学期成同盟会結成。
- 1948年3月： 静岡高校に合同昇格を申入れ。
- 1948年5月： 県内 5高専代表で新制 「静岡大学」 組織案協議。
  - 当初は 「法文学部・工学部・学芸学部」 案 → 「工学部・学芸学部」 案に。
- 1948年6月： 静岡大学設置認可申請 （第1次）。
- 1948年10月： 静岡大学設置認可申請 （第2次）。
  - 工学部・文理学部・教育学部の構成に変更。
- 1949年5月31日： 新制静岡大学発足。
  - 旧制浜松工業専門学校は工学部 （機械工学科・電気工学科・工業化学科） の母体として包括された。
- 1951年3月： 旧制浜松工業専門学校、廃止。

## 歴代校長
- 初代： 関口壮吉 （1922年11月 - 1925年10月）
- 第2代： 川口徳三 （1925年10月 - 1932年3月）
- 第3代： 長俊一 （1932年3月 - 1936年5月）
- 第4代： 安達禎 （1936年5月 - 1939年8月）
- 第5代： 長岡寛統 （1939年9月 - 1941年4月）
- 第6代： 木村正 （1941年4月 - 1946年3月）
- 校長事務取扱： 村田義人 （1946年3月 - 1946年5月）
- 第7代： 江見節男 （1946年5月 - 1951年3月）

## 校地の変遷と継承
浜松高等工業学校は、浜松市広沢町 （現・浜松市中央区広沢） の校地で発足した。広沢校地が1945年6月の浜松空襲で壊滅したため、市内追分町 （現・浜松市中央区城北） の旧軍千葉防空学校浜松分教場跡に移転した。城北校地は後身の新制静岡大学工学部に引き継がれた （現・浜松キャンパス）。
旧広沢校地跡地には、「テレビジョン発祥の地」 記念碑が設置されている （浜松市西部協働センター前）。

## 著名な出身者
静岡大学の人物一覧を参照。

## 関連書籍
- 作道好男・作道克彦（編）　『大学の歴史 : 静岡大学工学部』　教育文化出版教育科学研究所、1984年3月。
  - 高柳健次郎による最初のテレビジョン実験成功を1927年9月としている。